# 亜急性甲状腺炎
亜急性甲状腺炎（あきゅうせいこうじょうせんえん）とは、甲状腺腫大・甲状腺中毒症状を主体とする一過性の炎症性疾患。

## 疫学・病態
スイスの外科医フリッツ・ド・ケルバン(Fritz de Quervain)によって報告されたことから、ド・ケルバン甲状腺炎とも呼ばれる。好発年齢は30～50歳代、男女比は1：3～6と女性に多い。
本疾患の本態は、甲状腺での炎症により甲状腺腫大と組織破壊を生じ、甲状腺ホルモンが血中に漏出することにある。しばしば上気道感染に続発して発症しており、季節性が見られることと、無治療でも自然に治癒することからもウイルス感染が原因と考えられているが、未だに起因ウイルスの同定には至っていない。病理的には濾胞構造の破壊や間質への単核球浸潤が認められ、多核巨細胞の出現と肉芽腫様変化が特徴である。また、HLA-Bw35との高い関連が知られている。

## 症状・所見

### 臨床症状
本症の症状は、炎症によるものと甲状腺中毒症によるものに大別できる。
炎症
全身症状
発熱や倦怠感、筋肉痛などの全身症状を呈することがある。発熱は通常は38度程度であるが、時に40度に達することもあり、弛張熱型を呈することが多い。
局所症状
甲状腺腫に伴う前頚部痛および腫瘤を認める（喉仏の下2cmの両脇2cm付近）。痛みは下顎から耳介に放散することもあり、またしばしば経過途中で対側に移動する。また前述の通り、しばしば上気道感染症状が先行して認められる。
甲状腺中毒症

破壊性甲状腺炎に伴い、甲状腺ホルモンが血液内に漏出することで、動悸、息切れ、多汗、体重減少、手指のふるえなどの甲状腺中毒症状が認められる。このような機序であるため、甲状腺中毒症状は一過性であり、3～6週間で消失するほか、20～30％の症例で、甲状腺中毒症から回復した直後に、今度は一過性に甲状腺機能低下症が見られる。

### 検査所見
血清生化学検査・末梢血塗沫標本検査
炎症性疾患であることから、赤血球沈降速度(ESR)の著明な亢進（ときに100mm/時以上）とC反応性蛋白(CRP)の高値が認められる。白血球数は正常ないし軽度高値にとどまる。
血清免疫学検査・甲状腺機能検査
破壊性甲状腺炎に伴い、病初期にはトリヨードチロニン(T3)が高値となるが、バセドウ病に比べると軽度である。T3/T4比は20以下と低いことが多く、バセドウ病との鑑別点の一つである。これらの甲状腺ホルモン高値に伴い、下垂体では反応性に甲状腺刺激ホルモン(TSH)の産生が抑制されている。また、甲状腺組織破壊により、甲状腺放射性ヨード摂取率は著しく低下する。
超音波検査
頸部超音波断層検査（エコー）では、圧痛のある場所に一致して低エコーとなる。

### 鑑別疾患
鑑別すべき疾患としては、バセドウ病、橋本病急性増悪、無痛性甲状腺炎、急性化膿性甲状腺炎、甲状腺未分化癌がある。

## 治療
通常は、疼痛、発熱などに対する対症療法が主体となり、消炎鎮痛剤などが処方される。重症例には副腎皮質ステロイドが使用されることもある。
一般に抗甲状腺薬は使用されない。甲状腺中毒症状が高度である場合には交感神経β受容体遮断薬（プロプラノロールなど）が使用されうる。